# Plateau de Sabala
Le plateau de Sabala est un vaste plateau situé en République démocratique du Congo, à proximité de la frontière angolaise, et divisé par le cours de la rivière Inkisi selon un axe sud-est et nord-ouest. Son point culminant est le site archéologique de Ngongo Mbata.

## Origine du nom
Le plateau tire son nom du village de Sabala, qui en est le chef-lieu local,. 

## Géographie
Tous les sommets du plateau dépassent les 800 mètres d'altitude. Le point culminant du plateau, à 823 mètres d'altitude, est le site archéologique de Ngongo Mbata situé sur la partie occidentale du plateau. 
Sa géologie est constituée de grès rouge à galets, recouverts d'une forte épaisseur de sable. 
Alors que le lit de l'Inkisi est relativement calme à la frontière angolaise, il devient totalement torrentueux avec des chutes de plusieurs mètres de haut entre Malau et Kingodo à un point du cours d'eau où les rapides commencent à être fréquents. 
À partir de là, la rivière a creusé un véritable canyon. Limité à l’est par la rivière Inkisi et à l’ouest par les falaises abruptes qui surplombent la plaine de Kimpangu, le plateau s’étend vers le sud jusqu’à la frontière angolaise. Il s'agit donc d’une surface grossièrement triangulaire de 15 km ouest-est par 12 km nord-sud.